# Línea del Ferrocarril Central
Ferrocarril Central es una línea ferroviaria de 273 km entre el puerto de Montevideo y la ciudad de Paso de los Toros en Uruguay. 
El proyecto se dio en el marco de la construcción de una nueva  planta de la empresa forestal finlandesa UPM-Kymmene, la UPM 2, en pueblo Centenario.
Fue inaugurado en acto oficial el 16 de abril de 2024.

## Historia
El proyecto se dio a conocer el 15 de agosto de 2017 y durante el segundo gobierno del presidente Tabaré Vázquez (2015-2020). Luego de casi dos años de estudios, las obras comenzaron el 31 de mayo de 2019 y el 15 de junio los ferrocarriles fueron suprimidos para continuar con la obra. El 1 de marzo de 2020, el proyecto pasó a manos de la gestión del presidente Luis Lacalle Pou. 
El MTOP llamó a licitación y el concurso lo ganaron cuatro empresas: dos uruguayas, SACEEM (27%) y Berkes (6%), una española, Sacyr (60%), y una francesa, NGE (27%). Estas empresas formaron el consorcio GVC (Grupo Vía Central) que realizó la obra.
El 2 de abril de 2024 se produjo la llegada del primer tren de prueba, hacia el puerto de Montevideo.

## Aspectos técnicos
El costo de la obra se estima en una cifra superior a los U$S 2000 millones, y quizás sea una inversión nunca antes acontecida en el país.
El proyecto prácticamente consistió en la total reconstrucción y mantenimiento de un tramo de 273 km de longitud. Dicho tramo abarca los departamentos de Montevideo, Canelones Florida, Durazno y Tacuarembo. Se extiende desde el puerto de Montevideo hasta la ciudad tacuaremboense de Paso de los Toros sobre la línea troncal de la red, la línea Montevideo-Rivera. El proyecto planteaba desmantelar el ramal existente -el cual presentaba un estado calamitoso y anticuado -con durmientes de madera, placas de acero y varias curvas innecesarias- para en su lugar instalar una nueva línea trocal con durmientes de hormigón, y rieles soldados y elásticos. Así como también el diseño y construcción de varios túneles, viaductos y trincheras, además del mantenimiento de varios puentes ya existentes o reconstruirlos de nuevo a fin de eliminar varios pasos a nivel, rectificar determinadas secciones curvas a modo de aumentar los niveles de seguridad y velocidad de los trenes que han de transportar 22,5 toneladas de pasta de celulosa por eje a 80 km/h, extender los kilómetros de vía doble de 11 a 26, y agregar docenas de vías secundarias para maniobras en determinados puntos de la traza.
Esto demandó numerosas expropiaciones de los terrenos adyacentes a la vía. En agosto de 2020 eran más de 1100.
Este proyecto fue directamente de la mano con la construcción de la planta UPM 2, ya que fue UPM-Kymmene quien le exigió al gobierno uruguayo la construcción de una traza moderna para el transporte de celulosa. Sin embargo, la construcción de un viaducto sobre la rambla portuaria de Montevideo de 1.8 km de longitud es una obra aparte, que no entraba en los planes de este proyecto pese a que ambos surgieron en paralelo pero independientemente uno de otro.

## Controversias
El proyecto ha dado lugar a controversias dentro de la sociedad y los medios uruguayos. Según estos, algunas de las preocupaciones por la ciudadanía son:
- Acusaciones de irregularidades tanto en la obra como en el contrato ROU-UPM (contrato de inversión firmado entre el gobierno uruguayo y la empresa finlandesa que fija entre otros el progreso de la obra, así como los costos y plazos de construcción).
- Riesgo de contaminación sonora por la circulación de trenes de carga en las ciudades con 14 frecuencias diarias, 7 de ida y 7 de vuelta.
- Riesgo de contaminación química por el transporte de sustancias hacia la futura segunda planta de UPM-Kymmene.
- Riesgo de derrumbe de hogares aledaños a la vía férrea.[7]
- Exhortación al gobierno uruguayo a parar la obra.[8]
- Exhortación al gobierno uruguayo a cambiar el trazado de la vía a una zona menos poblada o rural.[9]
- Discrepancia por parte de la oposición (entre 2015 y 2020 eran PN, PC, PI y PG) no tanto con el proyecto en sí, sino con la manera en la que fue acordado el contrato ROU-UPM.

## Galería de imágenes

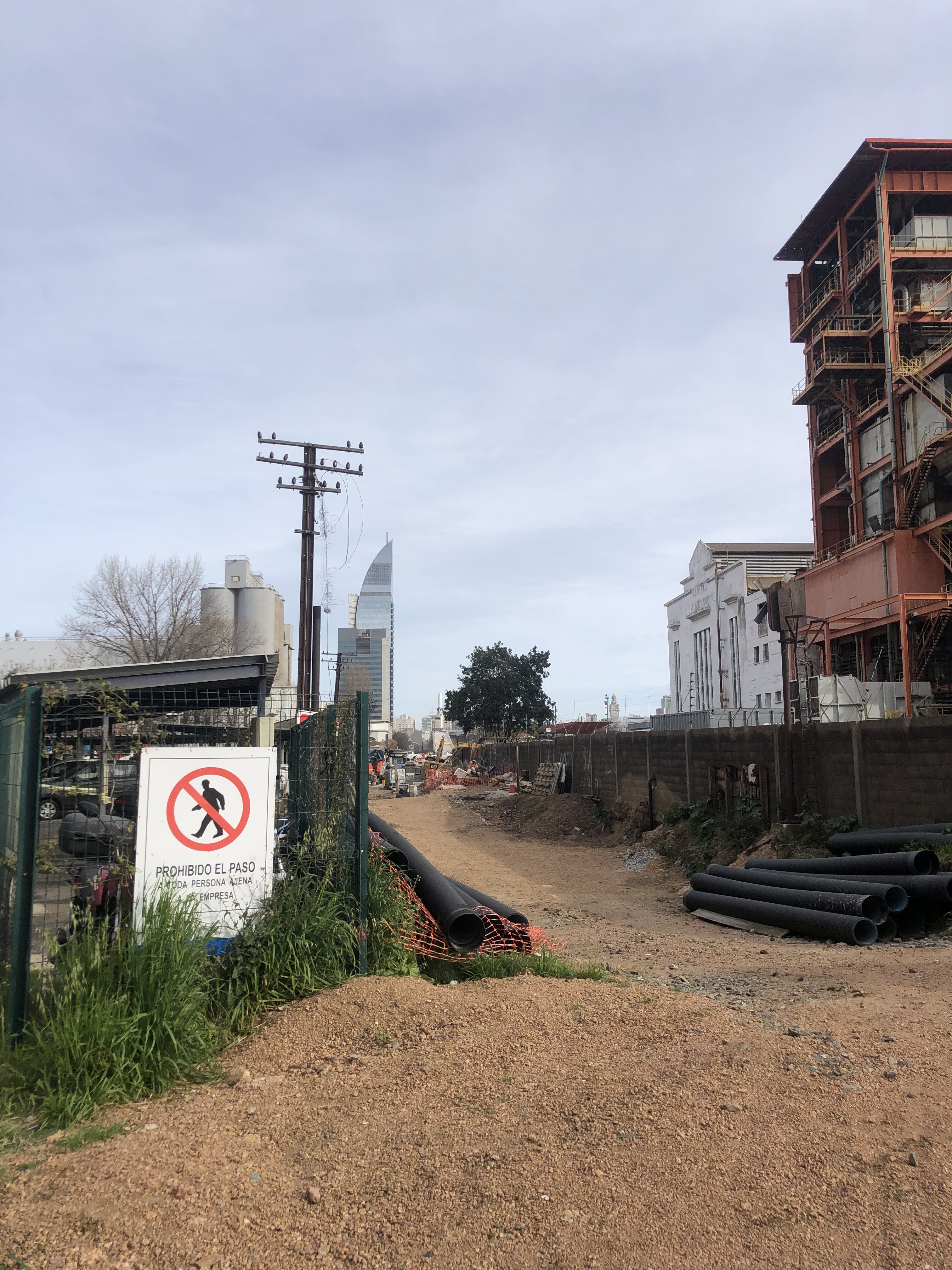
Obras del Ferrocarril Central en La Aguada de Montevideo.
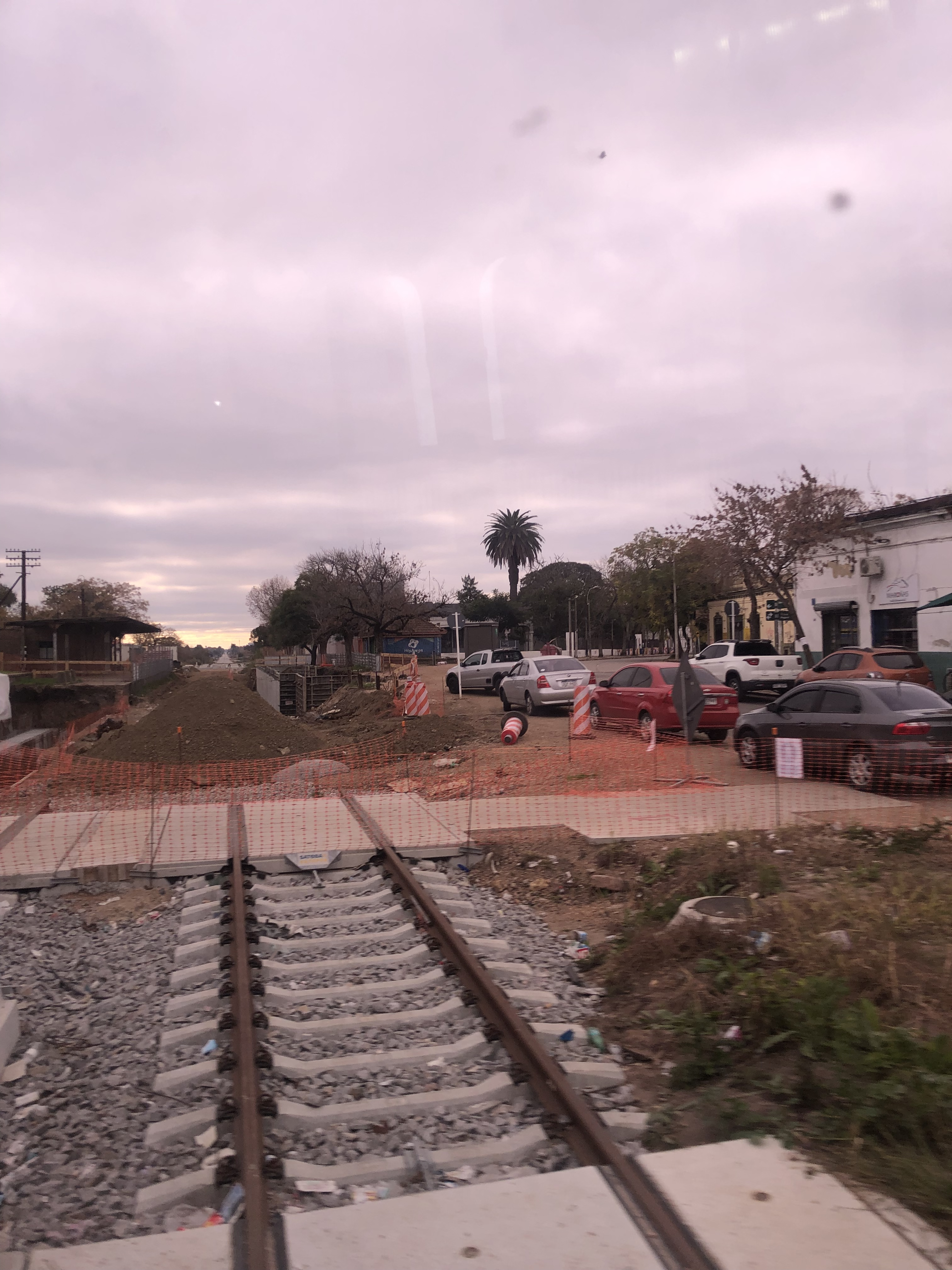
Vista de las obras del Ferrocarril Central en el barrio Sayago de Montevideo.